# 30160 Danielbruce
30160 Danielbruce è un asteroide della fascia principale. Scoperto nel 2000, presenta un'orbita caratterizzata da un semiasse maggiore pari a 2,4020258 UA e da un'eccentricità di 0,1166503, inclinata di 1,41813° rispetto all'eclittica.